# 영동 신항리 석조여래삼존입상
영동 신항리 석조여래삼존입상 (永同 新項里 石造如來三尊立像)은 충청북도 영동군 옛 석은사 터에 있는, 남북국 시대 신라의 석불입상이다.
1989년 4월 15일 대한민국의 보물 제984호 영동신항리삼존불입상(永同新項里三尊佛立像)으로 지정되었다가, 2010년 8월 25일 현재의 명칭으로 변경되었다.

## 개요
옛 석은사지에 세워진 통일신라시대의 석불입상으로 현재 기와지붕만을 씌운 누각 안에 서 있다. 직사각형의 네모나고 평평한 돌에 새겨진 이 불상은 중앙의 본존불을 중심으로 좌우에 보살입상이 배치된 삼존불(三尊佛) 형식을 이루고 있다.
본존불은 민머리 위에 작은 상투 모양의 머리(육계)가 있고, 둥근 얼굴에는 미소를 띠고 있다. 양 어깨를 감싸고 입은 두꺼운 옷은 가슴에서 U자형을 이루고 있으며, 그 사이에는 ▽형 모양의 띠매듭이 있다. 옷주름선은 오른손 아래에서 3가닥의 음각선을 이루며 흘러내리고 있다. 양쪽의 보살상은 각각 손으로 물건을 감싸 잡거나 합장한 자세이다.
반듯하면서도 단아한 어깨와 중후한 체구 등 신체 각 부분에서 옛 형식이 나타나는 이 삼존불상은 태안마애삼존불상 등과 함께 7세기 석불상을 계승한 것으로 7세기 후반 내지 8세기 초의 작품으로 크게 주목된다.

## 현지 안내문

### 한글 설명
영동 신항리 석조여래삼존입상
永同 新項里 石造如來三尊立像
보물 제984호
영동 신항리 석조여래삼존입상은 원래 석은사 터에 있는 것을 이곳으로 옮겨온 것이다. 신항리 마을 입구 언덕에서 남쪽을 바라보고 있으며, 네모난 돌 앞면에 새긴 통일 신라 시대의 불상이다. 중앙의 본존불을 중심으로 좌우에 보살 입상이 배치된 삼존 형식이다. 
본존불은 얼굴이 둥글고, 입술 윤곽이 뚜렷하며 콧날이 오뚝하다. 두 귀는 짧고 목이 긴 편이며 삼도(三道)*는 없다. 윗부분이 둥글고 두 겹으로 된 광배의 안쪽에는 연꽃무늬가 있고, 밖에는 꿴 구슬 무늬가 이어져 있다.
* 삼도(三道): 불상 목에 새겨진 세 개의 주름
이 삼존불은 7세기 석불상 양식을 계승한 것으로 어깨가 반듯하고 체구가 중후하며, 신체 각 부분에서 옛 형식이 나타나 있다. 7세기 후반에서 8세기 초반의 작품으로 크게 주목받고 있다.

### 영문 설명
Stone Standing Buddha Triad in Sinhang-ri, Yeongdong 
Treasure No. 984
The Standing Stone Buddha Triad in Sinhang-ri, Yeongdong, which was originally built in the Seokeunsa Temple site, was moved to this place. Looking southward from the hill at the entrance of the Singhang-ri village, the image, carved on the square stone surface, is a Buddha image from the Unified Silla period. In this triad image, Buddha is at the center with Bodhisattvas standing on its right and left sides.  
The Buddha has a round face, a distinctive lip contour, and a sharp nose. The two ears are short, and the neck is long, with no sign of the Three Holy Paths*. Carved inside the round, two-layered halo at the top of the image are lotus flower patterns, with its outside decorated with threaded bead patterns. 
Having inherited the 7th-century stone Buddha image style, this Buddha Triad features straight shoulders, bulky physique, and early time-style bodily parts. This work, presumably from the second half of the 7th century to the early 8th century, draws great attention.

## 참고 문헌
- 영동 신항리 석조여래삼존입상 - 국가유산청 국가유산포털
- 이 문서에는 다음커뮤니케이션(현 카카오)에서 GFDL 또는 CC-SA 라이선스로 배포한 글로벌 세계대백과사전의 내용을 기초로 작성된 글이 포함되어 있습니다.